# توپولف اس‌بی
توپولف اس‌بی (به انگلیسی: Tupolev SB) یک هواگرد ساختِ کارخانهٔ توپولف در کشور اتحاد جماهیر سوسیالیستی شوروی است که در سال ۱۹۳۶–۱۹۴۱ ساخته شد. نخستین استفاده‌کنندهٔ این هواپیما نیروی هوایی شوروی بوده‌است. این هواگرد برای نخستین بار در ۷ اکتبر ۱۹۳۴ میلادی مورد استفاده قرار گرفت.